# Themse

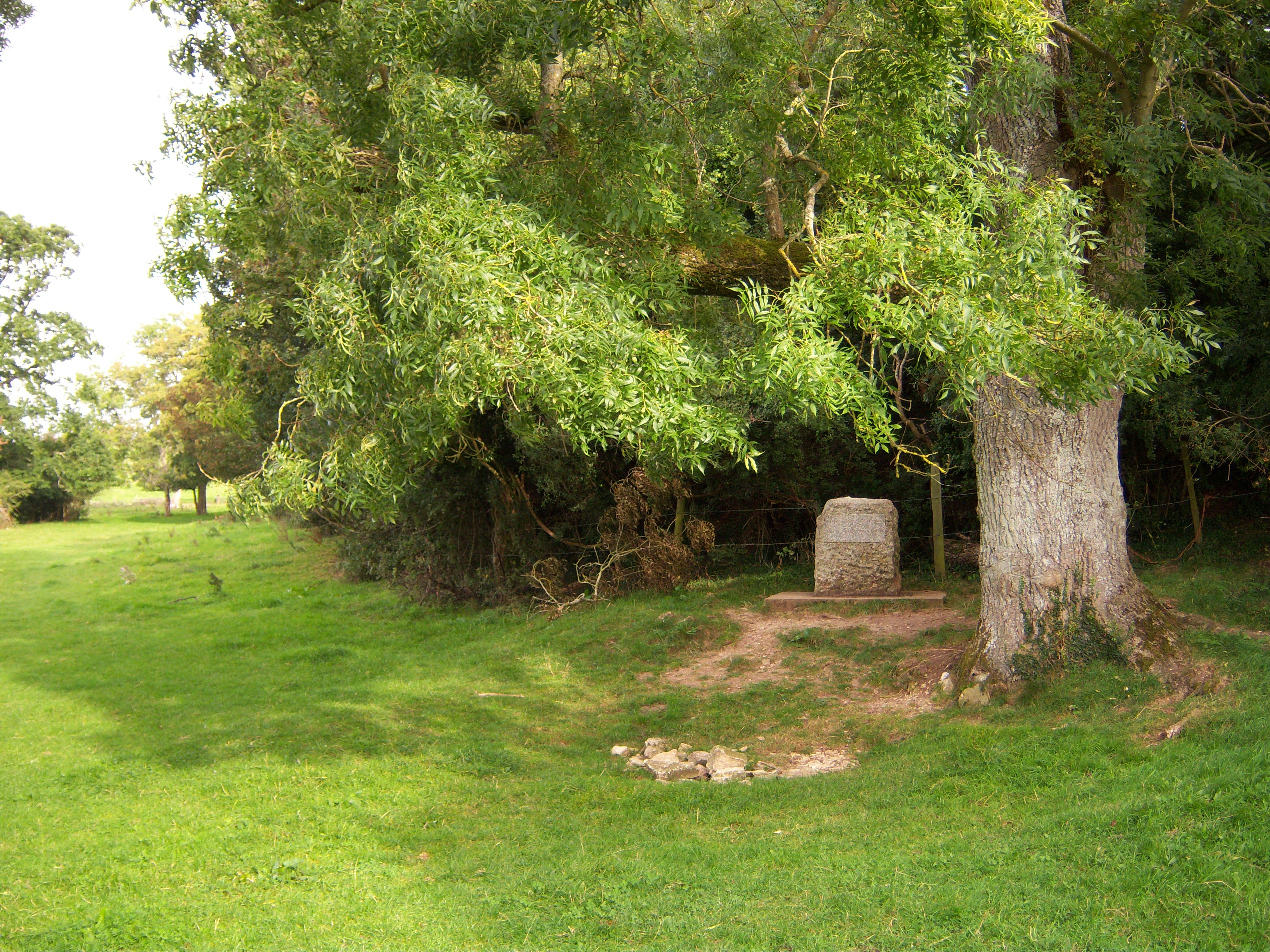
Quellstein bei Thames Head.

Die Themse in London, von der Jubilee Bridge aus gesehen: links das Riesenrad London Eye, die Westminster Bridge in der Bildmitte, der Palace of Westminster (Sitz des britischen Parlaments) und der Elizabeth Tower (mit Glocke Big Ben).

Die Themse (englisch River Thames [tɛmz]; in der Antike lateinisch Tamesis, bei Tacitus auch lateinisch Tamesa oder altgriechisch Τάμεσα Támesa bei den griechischen Geographen) ist ein durch Südengland fließender Fluss, der London mit der Nordsee (Mündung) verbindet. Nach dem Severn ist die Themse mit 346 km der zweitlängste Fluss in Großbritannien.
Trotz ihrer Bekanntheit und ihrer Flusslänge wird die Themse meist nicht zu den großen europäischen Flüssen gezählt. Der mittlere Abfluss in Kingston upon Thames beträgt 66 m3/s, dies ist weniger als zum Beispiel die Wasserführung der Ruhr oder der Ems.

## Verlauf
Die Themse entspringt in einer Höhe von 110 m über dem Meeresspiegel. Als Quelle gilt Thames Head in der Nähe des Dorfes Kemble in den Cotswold Hills, einem Karstgebiet mit nur geringem oberirdischem Abfluss. Die Halfpenny Bridge in Lechlade am Rande der Cotswolds gilt als der Beginn der schiffbaren Themse. Sie fließt anschließend zum Teil in ausgeprägten Mäanderbögen durch Oxford (hier „Isis“ genannt, eine Abkürzung ihres lateinischen Namens Thamesis), Wallingford, Reading, Maidenhead, Eton und Windsor. Nachdem sie ihr Quellgebiet Gloucestershire verlassen hat, bildet sie traditionell die Grenze zwischen den Grafschaften, zunächst zwischen Gloucestershire und Wiltshire, zwischen Berkshire am südlichen Ufer und Oxfordshire im Norden, dann zwischen Berkshire und Buckinghamshire, Buckinghamshire und Surrey, Surrey und Middlesex und zwischen Essex und Kent. Auch heute noch ist die Themse eine administrative Grenze, wenn auch eine nicht mehr so wichtige.
Die ersten Ausläufer von Greater London werden mit Syon House, Hampton Court Palace, Richmond (mit einer bekannten Sicht auf die Themse von Richmond Hill) und Kew passiert, bevor sie durch die Londoner Innenstadt fließt, danach Greenwich und Dartford, bevor sie an ihrer Mündung bei Southend-on-Sea in einem Ästuar die Nordsee erreicht. Das Gebiet westlich von London wird auch Thames-Valley („Themse-Tal“) genannt (so gibt es zum Beispiel die Thames Valley University und die Thames Valley Police), das Gebiet östlich von London seit den 1990ern Thames Gateway („Themse-Tor“).
Ab der Teddington-Schleuse etwa 90 Kilometer vor der Mündung machen sich die Gezeiten der Nordsee bemerkbar. London wurde der Überlieferung nach zur Hauptstadt des römischen Britanniens gemacht, weil sich dort im Jahre 43 v. Chr. die erste Tidenaktivität zeigte, aber durch eine Kombination verschiedener Faktoren hat sich dieser Punkt in den letzten 2000 Jahren flussaufwärts verschoben. In London enthält das Wasser leichte Anteile von Meersalz (Brackwasser).
Zwischen Maidenhead und Windsor versorgt die Themse einen künstlichen, zum Hochwasserschutz geschaffenen Nebenkanal, den Jubilee River. Außerdem liegen in der Themse zahlreiche Inseln.
Ein heute als Wanderweg ausgebauter Treidelpfad – der Themsepfad – begleitet den Fluss auf fast seiner gesamten Länge.

## Geschichte

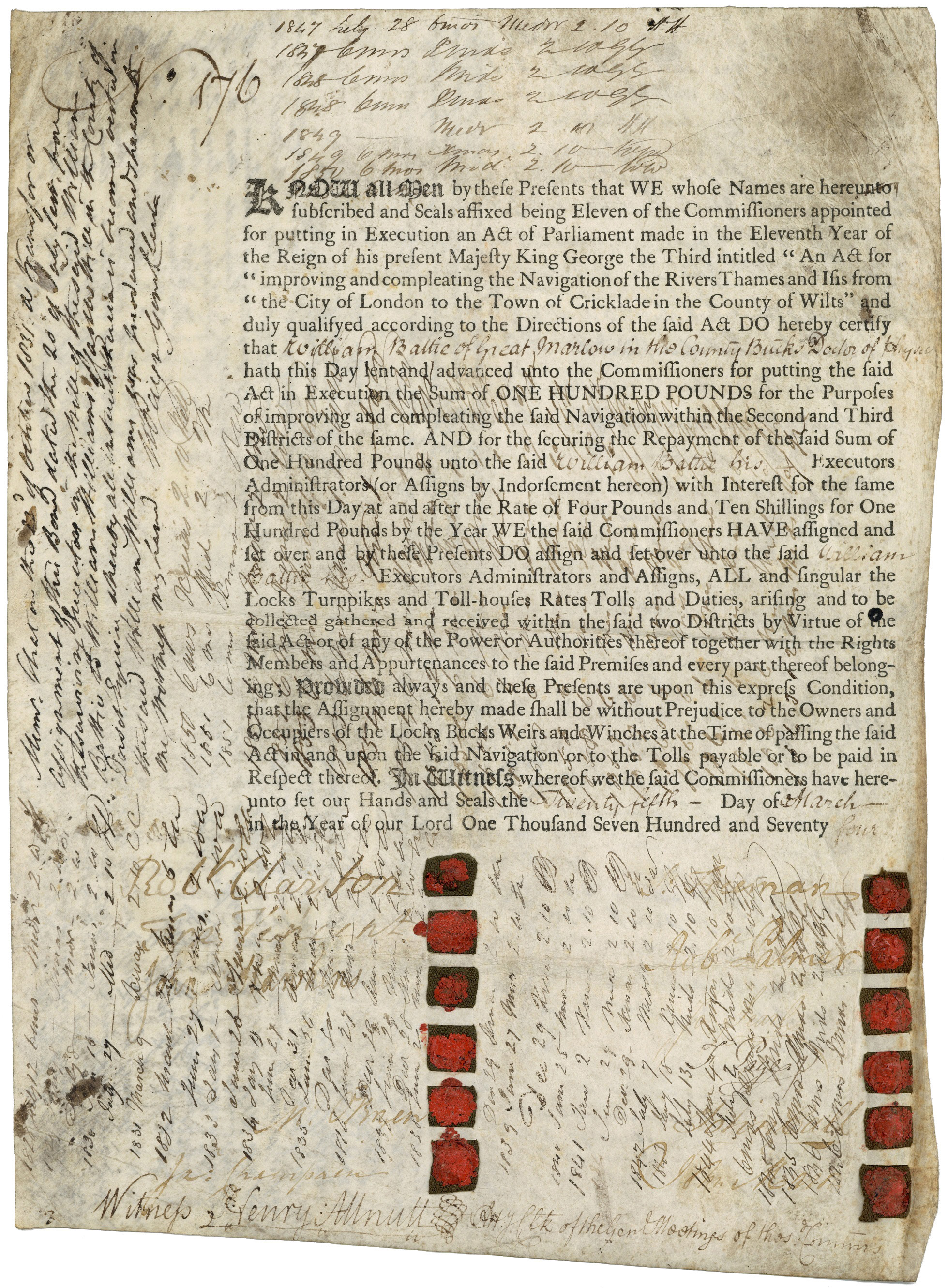
Regierungsanleihe über 100 £ zur Verbesserung und Vervollständigung der Schifffahrt auf den Flüssen Themse und Isis von der Stadt London bis zur Stadt Cricklade in der Grafschaft Wilts, ausgegeben am 25. März 1774, verzinst mit 4,5 % jährlich, gedruckt auf Pergament

Der ursprüngliche Lauf der Themse war anders als heute. In Oxfordshire folgte sie ihrem heutigen Lauf, aber sie wandte sich dann nach Bedfordshire und East Anglia und mündete bei Ipswich in die Nordsee. In der Elster-Kaltzeit blockierte das Eis diesen Ausfluss. Das aufgestaute Wasser bildete zusammen mit dem Schmelzwasser des Eises einen See, der sich am heutigen Goring Gap einen neuen Abfluss durch die Kreide grub und die Themse auf einen südlicheren Weg lenkte.
Auf dem Höhepunkt der letzten Kaltzeit, der Weichsel-Kaltzeit, bildete England zusammen mit dem trockengefallenen Gebiet der heutigen Nordsee (Doggerland) und Kontinentaleuropa eine zusammenhängende Landmasse. Die Themse war zu dieser Zeit ein Nebenfluss des Rheins.
Während der Kleinen Eiszeit im 17. und 18. Jahrhundert war die Themse im Winter oft zugefroren. 1607 wurde erstmals ein „Frostjahrmarkt“ in Form einer Zeltstadt auf dem Fluss abgehalten, der eine Reihe von Vergnügungen anbot, darunter Eis-Kegeln. Nachdem die Temperaturen ab 1814 wieder stiegen, fror der Fluss nicht mehr komplett zu. Ein weiterer Faktor könnte der Bau der neuen London Bridge 1825 gewesen sein: Die neue Brücke hatte weniger Pfeiler und erlaubte dem Fluss eine höhere Fließgeschwindigkeit, so dass er zum kompletten Zufrieren nicht mehr langsam genug war.
Im 18. Jahrhundert wurde die Themse zu einem der meistbefahrenen Wasserwege der Welt, da London zum Zentrum des großen, handelsfreudigen britischen Empires wurde. Flussaufwärts schuf der Oxford-Kanal ab 1790 eine Verbindung von der Themse bei Oxford über den Coventry-Kanal in die Midlands, was die Kohlelieferungen nach London weiter erleichterte.
Zu dieser Zeit kam es auf der Themse zum bisher schwersten Schifffahrtsunglück auf britischen Binnengewässern, als am 3. September 1878 der stark mit Passagieren überfüllte Raddampfer Princess Alice (Bj. 1865) und der Kohlenfrachter Bywell Castle auf der Höhe von Gallions Reach zusammenstießen. 640 von ca. 800 Menschen starben bei der Kollision. Danach wurde die Marine Police Force mit Sitz in Wapping mit dampfbetriebenen Rettungsschiffen ausgerüstet. Unter anderem trat danach 1880 eine Regelung in Kraft, die künftig die Versorgung mit Schwimmwesten vorsah.
Während des Großen Gestanks im Sommer 1858 wurde die Verschmutzung und der damit einhergehende Gestank des Flusses so schlimm, dass Sitzungen des Unterhauses in Westminster eingestellt werden mussten. In einer konzertierten Aktion wurden daher an beiden Ufern unter der Leitung des Ingenieurs Joseph Bazalgette große Abwasserkanäle gebaut (siehe auch: Londoner Abwassersystem).
Mit dem Aufkommen der Eisenbahn ab dem 19. Jahrhundert, der Zunahme des Straßenverkehrs und dem Niedergang des Empires ab den Jahren nach 1914 nahm auch die wirtschaftliche Bedeutung der Themse ab. London selbst ist inzwischen kein wichtiger Binnenhafen mehr, der Port of London liegt weiter flussabwärts bei Tilbury. Langsam kehrt wieder Leben in den früher toten, verschmutzten Fluss zurück, und inzwischen ist die Themse einer der saubersten durch eine Metropole fließenden Flüsse der Welt.
In Woolwich, einem Stadtteil im Südosten von London, steht seit 1984 das Sperrwerk Thames Barrier. Es schützt die stromaufwärts gelegenen Gebiete vor Sturmfluten der Nordsee. Mit 523 Metern Länge und 10 schwenkbaren Toren gehört es zu den größten Sturmflut-Schutzanlagen der Welt. Die britische Regierung gab den 534 Millionen Pfund teuren Bau nach der katastrophal verlaufenen Sturmflut von 1953, bei der über 300 Menschen starben, in Auftrag. Bei geöffneten Toren bleiben Gezeitenströme und Schiffsverkehr ungehindert.
Über den Fluss führen zahlreiche Brücken, die bekannteste ist die Tower Bridge in London. Historisch bedeutsam sind die Holz- und Steinvorgängerbauten der London Bridge (zum Teil mit Häusern von 1176 bis Ende des 18. Jahrhunderts, davor bereits tausend Jahre aus Holz). 2006 verirrte sich ein Wal in der Themse. Er starb, obwohl versucht wurde, ihn wieder ins Meer zu lotsen. Wichtige Querungen für den Autoverkehr und die Tube (Untergrundbahn) sind als Tunnel angelegt.